# Modri ploščec
Modri ploščec (znanstveno ime Libellula depressa) je velik raznokrili kačji pastir, ki živi skoraj v vsej Evropi in vzhodno do Srednje Azije.

## Telesne značilnosti
V dolžino meri med 39 in 48 mm, od tega zadek med 22 in 31 mm, zadnje krilo pa je dolgo med 32 in 38 mm. Žival deluje na videz zelo masivno zaradi izjemno širokega, sploščenega zadka. Sprednji par kril ima na bazi kratka vzdolžna trakova temne barve, zadnji par pa temna trikotnika. Po teh temnih lisah, ki so večje kot pri sorodnih kačjih pastirjih, ga je najzanesljiveje prepoznati. Samice in mladi samci imajo rumenorjav zadek z rumenimi progami ob strani, pri odraslih samcih pa se zadek obarva sivomodro. Pri nekaterih izginejo tudi rumene proge.

## Habitat in razširjenost
Razmnožuje se v stoječih vodah, najraje v manjših plitvih bazenčkih, kot so kali, najti pa ga je mogoče tudi ob manjših kanalih in reguliranih potokih.
Razširjen je po praktično vsej Evropi razen skrajnega severa in vzhodno do Srednje Azije. Ker je močan letalec, je pogosto prvi kačji pastir, ki poseli izpraznjen habitat. Živi tudi po vsej Sloveniji, celo v Julijskih Alpah do 1700 metrov nadmorske višine.